# 양화중학교 (충남)
양화중학교(良化中學校)는 대한민국 충청남도 부여군 양화면 족교리에 있었던 공립 중학교이다.

## 학교 연혁
- 1974년 12월 27일 : 양화중학교(9학급) 설립인가
- 1975년 3월 25일 : 개교식 및 제1회 입학식 거행
- 1978년 1월 13일 : 제1회 졸업식
- 1992년 2월 20일 : 7학급 인가(특수학급 1학급 추가)
- 2011년 3월 1일 : 3학급 인가(특수학급 1학급 감)
- 2023년 3월 1일 : 제25대 김동춘 교장 취임
- 2024년 1월 9일 : 제47회 졸업식(4명) (총 촐업생수 3,126명)
- 2024년 3월 4일 : 2024학년도 입학식(1명)
- 2025년 2월 28일 : 50년만에 폐교[2]

## 참고 자료
- 양화중학교 - 한국교육학술정보원 학교알리미